# Vereinigte Volksbank (Brakel)
Die Vereinigte Volksbank eG ist eine Genossenschaftsbank im nordrhein-westfälischen Kreis Höxter mit Sitz in der Stadt Brakel.

## Organisationsstruktur
Die Vereinigte Volksbank ist eine dezentral aufgestellte Genossenschaftsbank. Rechtsgrundlagen sind das Genossenschaftsgesetz und die durch den Aufsichtsrat erlassene Satzung. Organe der Bank sind der Vorstand, der Aufsichtsrat und die Vertreterversammlung.

## Geschäftsausrichtung und Geschäftserfolg
Die Bank betreibt das Universalbankgeschäft. Im Verbundgeschäft arbeitet sie mit der DZ Bank, R+V Versicherung, Bausparkasse Schwäbisch Hall, Teambank, VR Leasing und der Union Investment zusammen.

## Entstehung durch Fusion
Am 9. November 2006 wurde eine Absichtserklärung über eine beabsichtigte Kooperation der beiden Vorgänger-Institute geschlossen.
Die Bank ist im Jahr 2011 durch Verschmelzung der Volksbank Warburger Land eG auf die Volksbank Bad Driburg – Brakel – Steinheim eG entstanden, die anschließend umbenannt wurde.
Konfusion gab es zuvor um den Namen: Die ursprünglich geplante Bezeichnung Volksbank im Kreis Höxter eG hatte das Landgericht Bielefeld in einer einstweiligen Verfügung auf Antrag der Volksbank Paderborn-Höxter-Detmold untersagt. Nach deren Auffassung sei die geplante Bezeichnung irreführend gewesen, da die fusionierte Bank im Kreis Höxter unter den genossenschaftlichen Banken keine herausragende Stellung habe und nicht den gesamten Kreis abdecke.
Am 23. Mai 2011 stimmte die Vertreterversammlung der Volksbank Warburger Land eG mit fast 94 Prozent für die Verschmelzung. In der anschließenden Vertreterversammlung der Volksbank Bad Driburg-Brakel-Steinheim eG am 25. Mai 2011 stimmten die anwesenden Vertreter mit 100 Prozent der Stimmen der Verschmelzung zu. Verschmelzung und Umfirmierung wurden am 20. Juli 2011 im Genossenschaftsregister eingetragen.
Für die gemeinsame Vereinigte Volksbank eG wurde die Bankleitzahl 47264367 (zugeordnet dem ehemaligen LZB-Bankplatz Paderborn) des Vorgängerinstitutes Volksbank Steinheim eG übernommen und die Bankleitzahl 47460028 des Warburger Institutes am vormaligen LZB-Bankplatz Warburg aufgegeben.

## Geschäftsgebiet und Geschäftsstellen

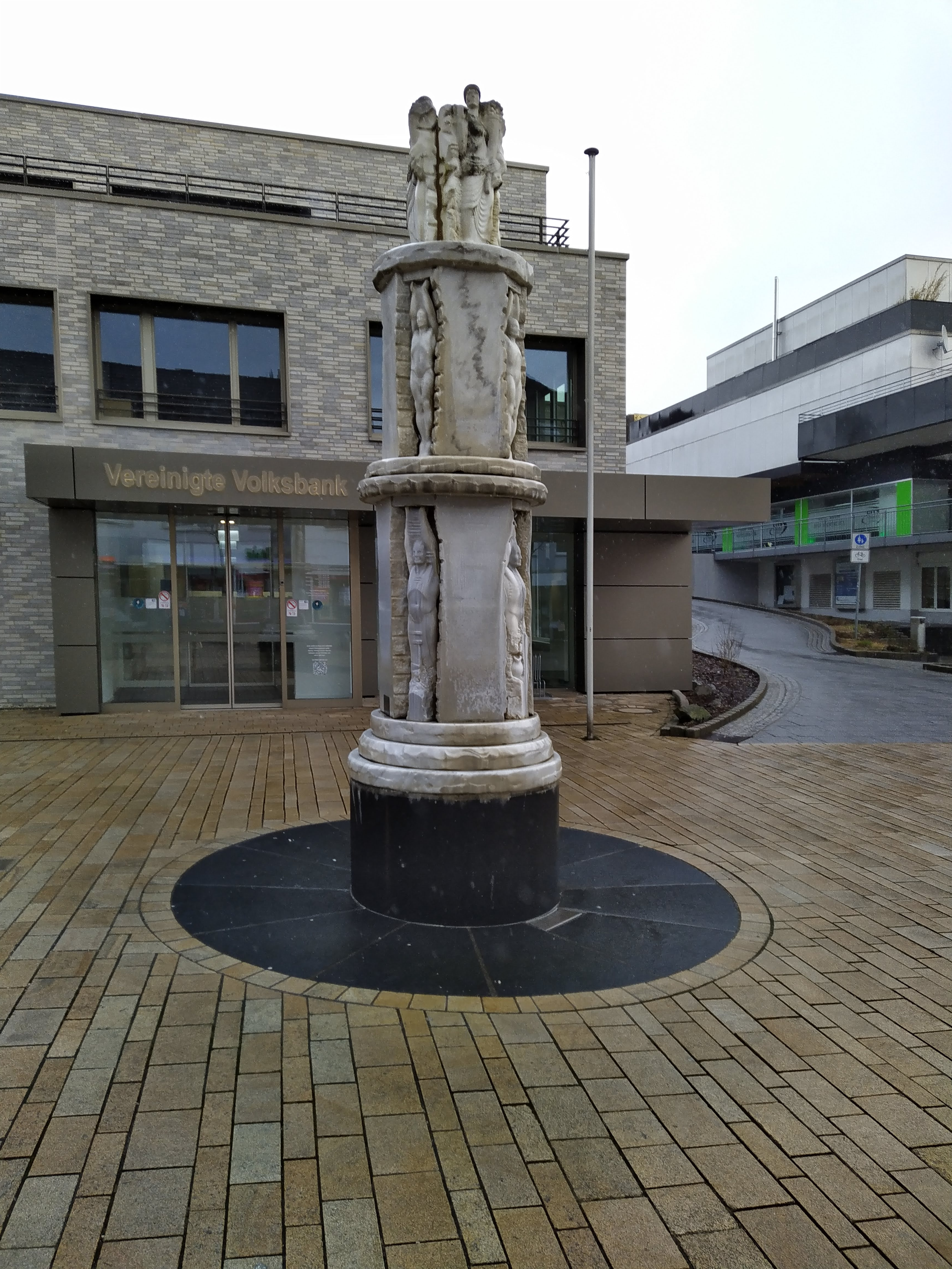
Raiffeisen-Brunnen vor der Filiale in Bad Driburg

Das Geschäftsgebiet liegt im Kreis Höxter. Es umfasst in etwa den ganzen Kreis mit Ausnahme der Städte Höxter und Beverungen.
An diesen Orten betreibt die Bank unter anderem Geschäftsstellen:
- Bad Driburg
- Borgentreich
- Brakel
- Brakel-Gehrden
- Marienmünster-Vörden
- Nieheim
- Steinheim
- Warburg
- Warburg-Scherfede
- Willebadessen

## Vorgänger-Institute (fusioniert bzw. verschmolzen)
- Volksbank Warburger Land eG (bis 2011) / Bankleitzahl 47460028, mit Gebietsziffer 474 des vorm. Bankplatzes Warburg
  - Volksbank Warburg-Scherfede eG (bis 2002)

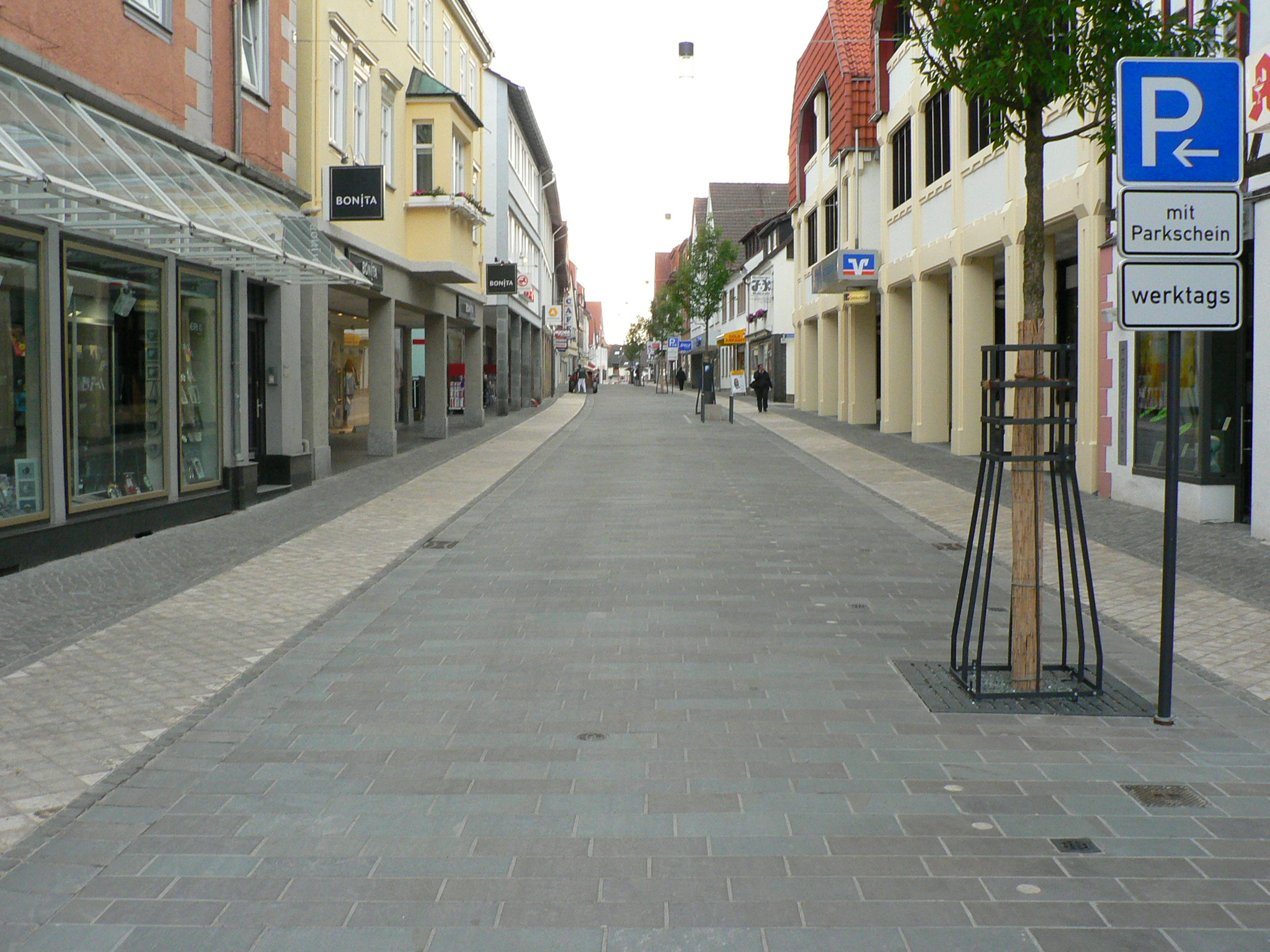
Neugestaltete, barrierefreie Innenstadt vor der Filiale in Warburg (2012)

    - Neugestaltete, barrierefreie Innenstadt vor der Filiale in Warburg (2012)Volksbank Warburg eG (bis 1997) [Firmierung: bis 1994 als Spar- und Darlehenskasse Warburg eG; gegründet 1891;[6] bis Mai 1978 als Spar- und Darlehenskasse Warburg eG mit Zusatzbezeichnung vorm. Warburg-Daseburger; bis 1971 als Warburg-Daseburger Spar- und Darlehenskasse eG]
      - Germeter Spar- und Darlehenskassen-Verein eGmbH (1893–1953)
      - Calenberger Spar- und Darlehenskassen-Verein eGmbH (1904–1954)
      - Hohenwepel-Menner Spar- und Darlehenskassenverein GmbH (1890–1962)
      - Spar- und Darlehenskassen-Verein eGmbH zu Dössel (1916–1964)
      - Weldaer Spar- und Darlehenskassen-Verein eGmbH (1896–1965)
      - Spar- und Darlehenskassen-Verein eGmbH zu Wormeln (1896–1965)[7]
      - Herlinghausener Spar- und Darlehenskassen-Verein eGmbH (1927–1968)
      - Spar- und Darlehenskassenverein eGmbH zu Nörde (1901–1969)
      - Ossendorfer Spar- und Darlehenskassen-Verein eGmbH (1902–1970)

    - Volksbank Scherfede eG (bis 1997) / Bankleitzahl 40069544 [bis 1994 als Spar- und Darlehenskasse Scherfede; gegründet 28. November 1891]
      - Spar- und Darlehnskasse mit Warenverkehr e.G.m.u.H. Rimbeck
      - Spar- und Darlehenskasse Bonenburg (gegründet 1897)[8][9]

  - Volksbank Borgentreich eG, Borgentreich (bis 2002) [vormals Spar- und Darlehnskasse eG, Borgentreich; gegründet 1890[10]]
- Volksbank Bad Driburg – Brakel – Steinheim eG / Bankleitzahl 47264367, mit Gebietsziffer 472 des vorm. Bankplatzes Paderborn (2011 umfirmiert in Vereinigte Volksbank eG)
  - Volksbank Brakel (bis 2001) [vormals: Spar- und Darlehnskasse Brakel eG]
  - Volksbank Bad Driburg (bis 2001) [vormals: Spar- und Darlehenskasse eG, Bad Driburg; gegründet 1897[6]]
  - Volksbank Steinheim eG [vormals: Spar- und Darlehnskasse e.G., Steinheim/Westf.; gegründet 1883[6]]

Konfusion gab es im Geschäftsgebiet zuvor um die Firmierung der bisherigen Spar- und Darlehenskassen als Volksbank eG. Im Jahr 1987 änderte der Bundesverband der Volksbanken und Raiffeisenbanken (BVR) seine Markenstrategie. War diese bis dato ausgerichtet auf den Slogan "Volkbanken, Raiffeisenbanken, Spar- und Darlehenskassen – Wir bieten mehr als Geld und Zinsen", wurde mit dem neuen Werbeslogan "Wir machen den Weg frei" auf die Nennung der Spar- und Darlehenskassen verzichtet und nur noch Bezug genommen auf Volksbanken, Raiffeisenbanken. Eine Umfirmierung der bestehenden Spar- und Darlehenskassen, und somit Anpassung an die Strategie des BVR, scheiterte bis dahin am Einspruch der damaligen Volksbank Paderborn eG, die von Beginn an ihre Niederlassungen im Geschäftsgebiet der ehem. Kreise Höxter und Warburg unter der Firmierung Volksbank, inkl. Nennung des Städtenamens der Niederlassung, als eG führte (beispielsweise: Volksbank Steinheim eG oder Volksbank Warburg eG). Diese Niederlassungen waren allerdings nicht im Genossenschaftsregister der jeweiligen Amtsgerichte in Brakel, Höxter und Warburg als Volksbank eG eingetragen, sodass die Firmierung 'eG' aller Paderborner Niederlassungen formaljuristisch fehlerhaft waren. Die Vorgängerinstitute der V-VB, die bis dahin als Spar- und Darlehenskasse eG firmierten, gewannen letztendlich den gemeinsam geführten Rechtsstreit gegen die Paderborner Kollegen und konnten zum Jahreswechsel 1993/1994 ihre Firmierung einheitlich auf Volksbank eG ändern.